# تاكيو هايروز
تاكيو هايروز (باليابانية: 広瀬武夫) هو عسكري ياباني، ولد في 27 مايو 1868 في تاكيتا في اليابان، وتوفي في 27 مارس 1904 في لوشونكو في الصين بسبب قتل في المعركة.